# Acmaeodera unicolor
Acmaeodera unicolor – gatunek chrząszcza z rodziny bogatkowatych i podrodziny Polycestinae.
Ciało długości poniżej 8 mm, z wierzchu brązowe, zwykle bez żółtych znaków, natomiast jeśli występują to w postaci pojedynczej, przerywanej lub całkowitej smugi. Na bokach pierwszych trzech sternitów brak szpatułkowatych szczecin.
Osobniki dorosłe spotykane w czasie pory deszczowej na kwiatach opuncji.
Chrząszcz znany z Meksyku i Ameryki Centralnej (Hondurasu i Gwatemali).